# Giovanni Gerolamo Albani
e vago d'ogni bella e nobil arte,
che per antiche o per moderne carte
arricchì di saper novo e vetusto,
l'alma tua patria e mia diè spazio angusto
al tuo valore e ciascun'altra parte,
se non Vinegia e la città che Marte
lasciò, partendo, al suo pietoso Augusto:
quivi fioristi e l'una a prova e l'altra
t'ornò di chiari fregi; al fin da l'una
ti spinse invidia e l'altra in sen t'accolse.
Allor non si mostrò men forte e scaltra
la tua virtù né l'atterrò fortuna,
ma l'innalzò quel che per sé la volse.»
(Rime di Torquato Tasso)
Giovanni Gerolamo Albani (Bergamo, 3 gennaio 1509 – Roma, 25 aprile 1591) è stato un politico, giurista e cardinale italiano della Chiesa cattolica, nominato da papa Pio V nel 1570.

## Biografia

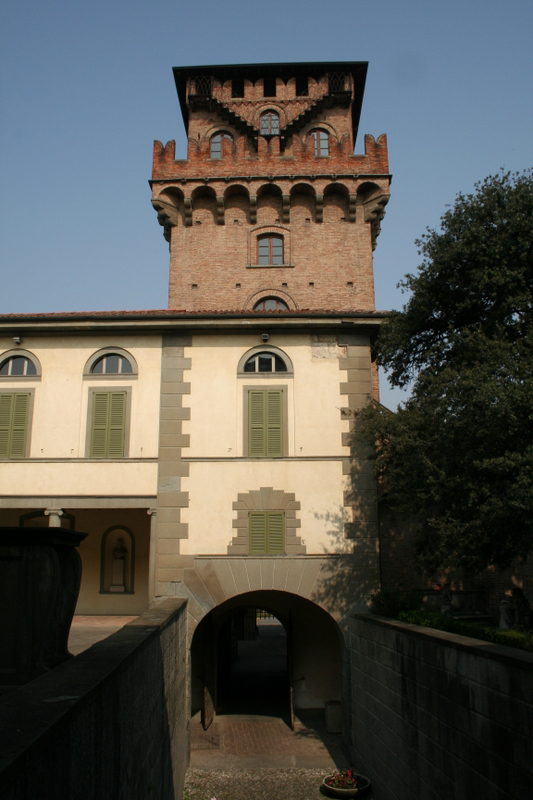
La rocca di Urgnano

Giovanni Gerolamo, o Gian Gerolamo Albani, nacque a Bergamo in una famiglia di notabili, da Caterina Pecchio e da Francesco Albani che si era guadagnato dai bergamaschi il lusinghiero appellativo di Padre della patria. A Bergamo fece i primi studi di grammatica e di retorica con Giovita Rapicio, un maestro nativo di Chiari che godeva di una consolidata fama umanistica, proseguendo poi gli studi superiori di diritto con Marco Mantova Benavides e Pietro Paolo Parisio nell'Università di Padova, dove si laureò in utroque iure il 2 giugno 1529.
Il rango nobiliare e il prestigio degli studi gli aprirono le porte della carriera politica e militare nella città di Bergamo: il doge Andrea Gritti lo nominò cavaliere aurato, una dignità di carattere militare che bene si confaceva alla tradizione della famiglia della sposa, Laura Longhi, discendente di Abbondio Longhi, segretario di Bartolomeo Colleoni che aveva una dote di 8.000 ducati. Il 23 settembre 1539 acquistò la Rocca viscontea di Urgnano che era di proprietà della cognata Teodora Longhi, sposata con Pietro Francesco Visconti. La Longhi gli diede sette figli, prima di morire prematuramente il 23 marzo 1540, venendo sepolta nella chiesa di Sant'Agata nel Carmine. 
Rimasto vedovo, l'Albani non volle più risposarsi e continuò i suoi studi di diritto. La sua difesa delle prerogative delle gerarchie ecclesiastiche iniziò nel 1541 con lo scritto De cardinalatu e nel 1544 con il De potestate Papae et Concilii, nel quale l'Albani riaffermava il primato del papa sul concilio. Nel 1543 ottenne numerosi privilegi per se e per i suoi figli da Carlo V, privilegi che furono poi rimossi dalla Repubblica di Venezia perché non consoni alla propria legislatura.
Nelle temperie della lotta contro l'«eresia» che i più zelanti difensori dell'ortodossia cattolica temevano si stesse diffondendo in città e nelle valli bergamasche, il 30 agosto 1550 l'Albani fu a capo di una delegazione di Anziani chiamata a valutare le accuse di luteranesimo lanciate dal frate francescano Girolamo Finucci contro il vescovo Vittore Soranzo. Il francescano dovette infine ritrattare, pur senza intima convinzione, le proprie accuse, ma l'eco della vicenda giunse a Roma.
Nel corso delle lunghe indagini a cui partecipò, tra gli altri, il noto inquisitore Antonio Michele Ghislieri, futuro papa Pio V, deciso a stroncare il minimo segno di eresia in quella provincia, l'Albani si trovò inizialmente dalla parte della Repubblica veneziana, che mal sopportava l'ingerenza romana e il fanatismo dell'inquisitore piemontese, contro i metodi del quale, tacciati di irregolarità, fu diretta una formale lettera di protesta, respinta sprezzantemente dal Ghislieri. Le proteste si concretizzarono in alcune agitazioni avvenute in città e nella comparsa di immagini «in vituperio del summo pontefice e d'altri reverendi frati»: è possibile che questi fatti abbiano contribuito a provocare l'improvvisa partenza del Ghislieri da Bergamo, il 15 maggio 1551, ma è escluso che questi sia mai stato aggredito e sia sfuggito alla morte rifugiandosi nel castello dell'Albani, come un apologeta del futuro papa volle poi far credere. Qualche anno dopo l'Albani, riguardo alla repressione delle eresie in terra bergamasca, si schierò sulle «posizioni rigoriste che gli avrebbero infine consentito di diventare cardinale».

Nel 1553 l'Albani pubblicò il De immunitate ecclesiarum e le Disputationes ac Consilia e l'11 febbraio 1555 gli venne da Venezia la prestigiosa nomina a collaterale generale, ossia a vice-comandante delle forze militari di terra della Repubblica. Per questo evento furono proclamati tre giorni di festa a Bergamo, a cui fu dedicata una lode da Bernardo Tasso: 
(Bernardo Tassu)
Nel 1556 accolse il giovane Torquato Tasso, inviato da Napoli dal padre Bernardo presso i parenti. Nel 1559 pubblicava le sue riflessioni sull'opera giuridica del Sassoferrato, le Lucubrationes in Bartoli lecturas.
Quando la vita di Giovanni Gerolamo Albani sembrava avviata verso un regolare e progressivo corso onorifico, un gravissimo ma non imprevedibile evento le impose una drammatica svolta: il 1º aprile 1563 i suoi figli Giovanni Domenico, Giovanni Francesco e Giovanni Battista, insieme con un altro nobile bergamasco, Manfredo Landi e numerosi sicari, uccisero a schioppettate Achille Brembati durante la messa celebrata in Santa Maria Maggiore, segnando così un nuovo episodio della faida che da decenni divideva le due potenti famiglie bergamasche.

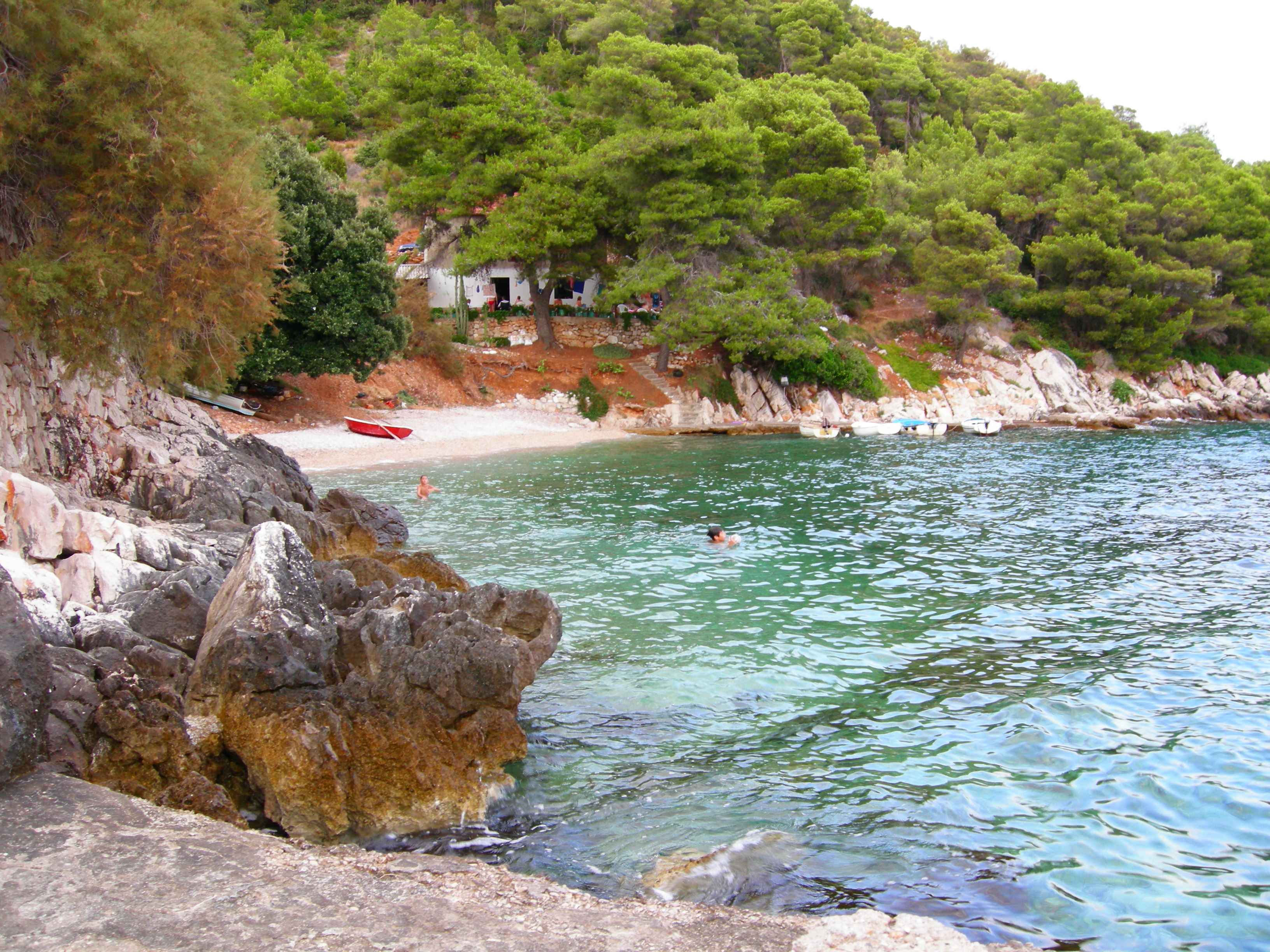
Baia dell'isola di Lesina

Mentre Giovanni Domenico e Manfredo Landi si resero irreperibili fuggendo oltre i confini della Repubblica, gli altri due fratelli e lo stesso padre Giovanni Gerolamo vennero arrestati il 5 aprile: tradotti a Venezia e processati, il 2 settembre Giovanni Francesco fu confinato in perpetuo nell'isola di Creta, mentre Giovanni Battista e il padre ebbero un confino di cinque anni rispettivamente nelle isole di Cherso e di Lesina. Naturalmente i giudici della Serenissima riservarono le pene più severe agli imputati di bassa estrazione, i sicari che, condannati tutti a morte, prima dell'esecuzione furono torturati e poi decapitati e squartati.
Si ammette comunemente che Giovanni Gerolamo non abbia avuto parte attiva nella trama omicida, anche se pare indubbio che sia stato connivente nel complotto. Non rimase, né lui né i figli, a lungo in esilio: se a nulla valsero le poesie latine De carcere e il De mundi contemptu e l'invocazione alla Madonna Ad Beatam Virginem, indirizzate al governo veneziano per implorarne la revoca dall'esilio, tutto poté, nel gennaio del 1566, l'elezione al soglio pontificio dell'inquisitore Ghislieri. Domenico Albani, da Ferrara, dove si era in un primo tempo nascosto, poteva raggiungere liberamente Parigi, Francesco Albani evadeva da Creta trovando ospitalità a Costantinopoli, mentre Giovanni Battista Albani era rilasciato e veniva nominato dal nuovo papa patriarca di Alessandria e il loro padre poteva raggiungere Roma dove, ottenute le necessarie dispense, veniva fatto ecclesiastico e nominato protonotario apostolico e governatore della Marca di Ancona. 

Il Senato veneziano annullava le condanne inflitte e il 17 maggio 1570 l'Albani veniva creato cardinale del titolo di San Giovanni a Porta Latina. La cittadina di Bergamo inviò le sue congratulazioni solo un mese dopo a causa delle opposizioni che ancora vi erano all'interno del consiglio comunale. Fu infatti di Ildebrando Finardo de' Finardi a proporre che si inoltrasse al neo eletto cardinale una lettera di congratulazioni, contrariamente Girolamo Solza e Simone da Fine si dichiararono contrari. Il Solza inviò una lettera ai cancellieri che chiese fosse letta pubblicamente. 
(Comune di Bergamo. Civica biblioteca Angelo Mai e Archivi storici-çe Azioni volume 32)
Nel medesimo anno risulta titolare della commenda della chiesa di San Pietro di Bergamo, dove istituì anche una scuola con l'aiuto di altre nobili famiglie.
Ne seguì un consiglio molto burrascoso tanto da obbligare il capitano a chiudere la seduta. Il 17 giugno, si concesse di scrivere una lettera all'Albani dopo aver contattato Venezia: 
(Azioni volume 22)
La sua dottrina lo rese consigliere ascoltato di Pio V, di Gregorio XIII e di Sisto V, sotto il quale fu membro della congregazione per la repressione del banditismo. Fu anche un serio candidato al papato durante il conclave che elesse Sisto V. Dell'ottimo rapporto che l'Albani ebbe con san Carlo Borromeo, rimangono a testimonianza molte epistole.
È sepolto nella chiesa romana di Santa Maria del Popolo, in una tomba monumentale opera di Giovanni Antonio Paracca.
Giovanni Gerolamo Albani ebbe anche tre figlie, per due delle quali si hanno notizie: Giulia Albani fu la moglie del letterato Enea Tasso, cugino di Torquato che gli dedicò il sonetto, e Lucia Albani fu una poetessa della bresciana «Accademia degli Occulti».

## Opere

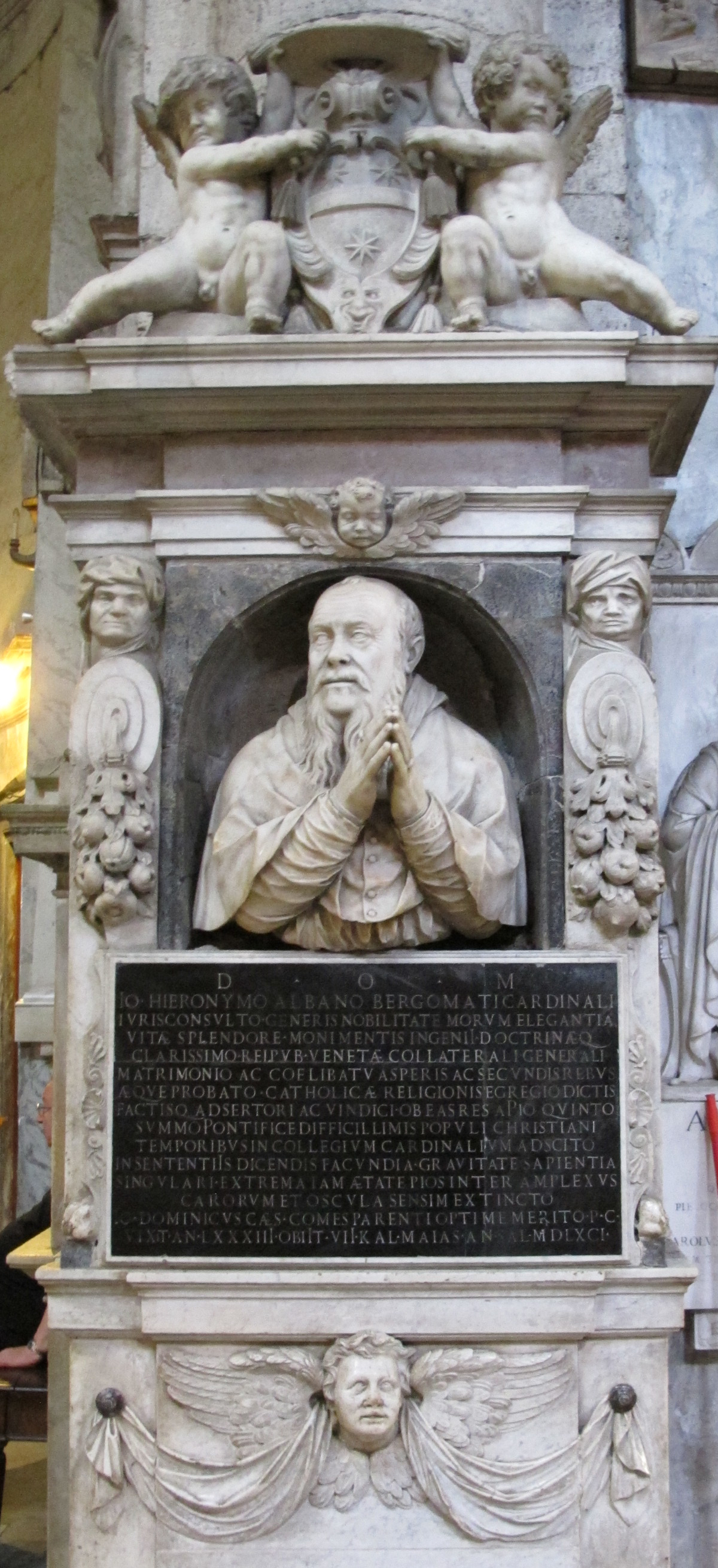
Santa Maria del Popolo, monumento a Giovanni Gerolamo Albani

- De cardinalatu ad Paulum III Pontificem Maximum, Romae 1541; ristampa in Tractatus universi iuris, XIII, 2, Venetiis, Ziletti 1584
- De potestate Papae et Concilii, Venetiis 1544; nuova edizione accresciuta, Lugduni 1558; ristampa, Venetiis 1561; ristampa in Tractatus universi iuris, XIII, 1, Venetiis, Ziletti 1584
- Pro oppugnata Romani Pontificis dignitate et Constantini donatione adversus obtrectatores libri tres, Romae 1547; nuova ristampa in Tractatus universi iuris, XIII, 2, Venetiis, Ziletti 1584
- De immunitate ecclesiarum et de personis confugientibus ad eas liber I ad Iulium III Pontificem Maximum, Romae 1553; ristampa in Tractatus universi iuris, XIII, 2, Venetiis, Ziletti 1584
- Disputationes ac Consilia, Romae 1553; ristampa, Lugduni 1563
- Lucubrationes in Bartoli lecturas sive Commentaria, 2 voll., Venetiis 1559; ristampe, ivi, 1561 e 1571